# Out for Blood (album Lity Ford)
Out For Blood – debiutancki album solowy gitarzystki i wokalistki Lity Ford po rozpadzie jej pierwszego zespołu, The Runaways.

## Okładka
Oryginalna okładka albumu przedstawia Litę stojącą na tle wielkiej pajęczyny i trzymającą rozbitą, okrwawioną gitarę elektryczną.
Po ponownym wydaniu okładka przedstawiała Ford stojącą na fioletowym tle z jej gitarą B.C. Rich Warlock, instrumentem będącym później jej znakiem rozpoznawczym.

## Lista utworów
1. Out For Blood - 2:56
2. Stay With Me Baby - 4:31
3. Just A Feeling - 4:41
4. Die For Me Only (Black Widow) - 3:05
5. Rock 'N' Roll Made Me What I Am Today - 2:53
6. If You Can't Live With It - 4:20
7. On The Run - 2:50
8. Any Way That You Want Me - 3:36
9. I Can Stant It - 3:26

## Twórcy
- Lita Ford - gitara prowadząca i rytmiczna, główny wokal
- Neil Merryweather - gitara basowa, chórek, producent
- Dusty Watson - perkusja, chórek